# Miss Francia 2022
Miss Francia 2022 fue la 92.ª edición del concurso Miss Francia. Se llevó a cabo el 11 de diciembre de 2021 en el Zénith de Caen en Caen, Normandía. Amandine Petit de Normandía coronó a Diane Leyre de la Isla de Francia.

## Antecedentes

### Locación
Para julio de 2021, el Zénith de Caen en Caen había confirmado que el lugar estaba programado para albergar la competencia Miss Francia 2022 el 11 de diciembre de 2021, aunque esto no había sido confirmado por el Comité Miss Francia. El 31 de agosto se confirmó oficialmente que el concurso se llevaría a cabo en el Zénith de Caen el 11 de diciembre.
El 28 de agosto de 2021, Sylvie Tellier confirmó que el viaje anual al extranjero de las candidatas regresaría si las restricciones de COVID-19 lo permitieran, y las candidatas visitarían Reunión. Finalmente visitaron Reunión para una variedad de eventos, antes de ir a Caen para comenzar los ensayos.

### Selección de candidatas
Tras haberse retirado de la edición de 2021 por la pandemia de COVID-19, Tahití volvió a la competencia. Sin embargo, Wallis y Futuna se retiró de la competencia, luego de haber regresado por primera vez desde 2005 en la edición de 2021. En septiembre de 2021, el comité confirmó a través de su cuenta de Facebook que su retiro se debió a la pandemia de COVID-19 en Nueva Caledonia y en otras partes de Francia.
El 17 de noviembre, se confirmó en una conferencia de prensa que las 29 candidatas obtendrían contratos laborales por primera vez, en medio de la controversia sobre las leyes laborales y la naturaleza no remunerada de participar en la competencia en los últimos años.

## Resultados
| Posiciones        | Candidata |
| ----------------- | --- |
| Miss Francia 2022 | - Isla de Francia - Diane Leyre |
| Primera finalista | - Martinica - Floriane Bascou |
| Segunda finalista | - Alsacia - Cécile Wolfrom |
| Tercera finalista | - Tahití - Tumateata Buisson |
| Cuarta finalista  | - Normandía - Youssra Askry |
| Top 15            | - Aquitania - Ambre Andrieu (Quinta finalista) - Reunión - Dana Virin (Sexta finalista) - Córcega - Emma Renucci - Costa Azul - Valeria Pavelin - Guayana Francesa - Mélysa Stephenson - Languedoc-Rosellón - Marion Ratié - Lorena - Marine Sauvage - Norte-Paso de Calais - Donatella Meden - Países del Loira - Line Carvalho - Ródano-Alpes - Charlotte Faure |

### Premios especiales
| Premio                         | Candidata                              |
| ------------------------------ | -------------------------------------- |
| Premio de Conocimiento General | - Normandía - Youssra Askry (17/20)    |
| Mejor en Traje Regional        | - Países del Loira - Line Carvalho     |
| Miss Fotogénica                | - Limosín - Julie Bève                 |
| Miss Simpatía                  | - Guayana Francesa - Mélysa Stephenson |
| Premio a la Pasarela           | - Martinica - Floriane Bascou          |
| Premio a la Elegancia          | - Picardía - Hayate El Gharmaoui       |
| Premio Modelo                  | - Borgoña - Chloé Galissi              |

### Puntuación

#### Preliminares
Un jurado compuesto por socios (internos y externos) del Comité Miss Francia seleccionó a quince candidatas durante una entrevista que tuvo lugar el 8 de diciembre para avanzar a las semifinales.

#### Top quince
En el top quince, una votación dividida 50/50 entre el jurado oficial y el público votante seleccionó a cinco candidatas para avanzar al top cinco. Cada candidata recibió una puntuación general de 1 a 15 del jurado y el público, y las cinco candidatas con las puntuaciones combinadas más altas avanzaron al top cinco. Las chicas con la sexta y séptima puntuación combinada más alta fueron luego designadas como las finalistas quinta y sexta, respectivamente, a pesar de no avanzar en la competencia. En caso de empate prevalecía el voto del jurado.
| Candidata            | Público | Jurado | Total |
| -------------------- | ------- | ------ | ----- |
| Isla de Francia      | 14      | 15     | 29    |
| Tahití               | 11      | 15     | 26    |
| Martinica            | 15      | 9      | 24    |
| Normandía            | 10      | 13     | 23    |
| Alsacia              | 12      | 9      | 21    |
| Aquitania            | 8       | 12     | 20    |
| Reunión              | 7       | 12     | 19    |
| Norte-Paso de Calais | 6       | 12     | 18    |
| Ródano-Alpes         | 13      | 4      | 17    |
| Costa Azul           | 9       | 7      | 16    |
| Lorena               | 3       | 7      | 10    |
| Países del Loira     | 2       | 7      | 9     |
| Guayana Francesa     | 5       | 4      | 9     |
| Córcega              | 4       | 4      | 8     |
| Languedoc-Rosellón   | 1       | 4      | 5     |

#### Top cinco
En el top cinco, un voto dividido 50/50 entre el jurado oficial y el público votante determinó qué candidata fue declarada Miss Francia. Este fue el segundo año en que la votación se realizó de esta manera, luego de un cambio de reglas en la edición de 2021. Cada candidata fue clasificada del primero al quinto por el jurado y el público, y los dos puntajes se combinaron para crear un puntaje total. En caso de empate, prevalecía el voto del público. Si no se hubiera producido este cambio de reglas, Martinica habría ganado, mientras que Alsacia habría sido primera finalista, seguida de Isla de Francia, Tahití y luego Normandía.
| # | Candidata       | Público | Jurado | Total |
| - | --------------- | ------- | ------ | ----- |
| 1 | Isla de Francia | 3       | 5      | 8     |
| 2 | Martinica       | 5       | 1      | 6     |
| 3 | Alsacia         | 4       | 2      | 6     |
| 4 | Tahití          | 2       | 4      | 6     |
| 5 | Normandía       | 1       | 4      | 5     |

## Concurso

### Formato
El 17 de noviembre, se anunció en una conferencia de prensa que el tema de esta edición del concurso sería el teatro musical y películas musicales, y las rondas del concurso se inspirarían en varios espectáculos y películas de teatro musical notables.
La competencia se abrió con una introducción con el tema de El rey león. Las 29 candidatas se separaron inicialmente en tres grupos, dos de diez concursantes y uno de nueve, y cada grupo participó en una ronda de presentación inicial. Las tres rondas de presentación tuvieron como tema Mamma Mia!, Mary Poppins y West Side Story, respectivamente. Posteriormente, las 29 candidatas presentaron sus trajes regionales, creados por diseñadores locales de sus regiones de origen, en una ronda inspirada en Cantando bajo la lluvia. Posteriormente, las 29 candidatas participaron en la ronda de trajes de baño de una pieza, inspirada en La La Land.
Después de eso, se anunció el Top 15 y compitieron en la ronda de trajes de baño de dos piezas inspirada en Chicago. Luego se dio a conocer el Top 5 y presentaron sus vestidos de noche en una ronda inspirada en el teatro de Broadway. Después de la ronda final de preguntas, el Top 5 participó en su ronda final de presentación, inspirada en Aladdín, antes de que se revelaran los resultados finales.

### Jueces
- Jean-Pierre Pernaut (presidente del jurado) - periodista y reportero[13]
- François Alu - bailarín[13]
- Amel Bent - cantante y actriz[13]
- Philippe Lacheau - actor[13]
- Inès Reg - comediante[13]
- Ahmed Sylla - comediante y actor[13]
- Delphine Wespiser - Miss Francia 2012 de Alsacia[13]

## Candidatas
29 candidatas compitieron por el título.
| Región                 | Candidata           | Edad | Estatura        | Ciudad natal     | Posición          | Notas                                                      |
| ---------------------- | ------------------- | ---- | --------------- | ---------------- | ----------------- | ---------------------------------------------------------- |
| Alsacia                | Cécile Wolfrom      | 23   | 1,74 m (5′ 9″)  | Estrasburgo      | Segunda finalista |                                                            |
| Aquitania              | Ambre Andrieu       | 22   | 1,78 m (5′ 10″) | Burdeos          | Top 15            |                                                            |
| Auvernia               | Anaïs Werestchack   | 24   | 1,77 m (5′ 10″) | Beaumont         |                   |                                                            |
| Borgoña                | Chloé Galissi       | 21   | 1,73 m (5′ 8″)  | Chalon-sur-Saône |                   |                                                            |
| Bretaña                | Sarah Conan         | 22   | 1,74 m (5′ 9″)  | Lézardrieux      |                   |                                                            |
| Centro-Valle del Loira | Jade Lange          | 19   | 1,75 m (5′ 9″)  | Malesherbes      |                   |                                                            |
| Champaña-Ardenas       | Léna Massinger      | 20   | 1,70 m (5′ 7″)  | Reims            |                   |                                                            |
| Córcega                | Emma Renucci        | 19   | 1,76 m (5′ 9″)  | Bastia           | Top 15            |                                                            |
| Costa Azul             | Valeria Pavelin     | 24   | 1,85 m (6′ 1″)  | Niza             | Top 15            | Hermana de Maria Pavelin, Miss Costa Azul 2016             |
| Franco Condado         | Julie Cretin        | 21   | 1,70 m (5′ 7″)  | Bouverans        |                   |                                                            |
| Guadalupe              | Ludivine Edmond     | 20   | 1,77 m (5′ 10″) | Gourbeyre        |                   |                                                            |
| Guayana Francesa       | Mélysa Stephenson   | 19   | 1,71 m (5′ 7″)  | Remire-Montjoly  | Top 15            |                                                            |
| Isla de Francia        | Diane Leyre         | 24   | 1,77 m (5′ 10″) | París            | Miss Francia 2022 |                                                            |
| Languedoc-Rosellón     | Marion Ratié        | 20   | 1,72 m (5′ 8″)  | Redessan         | Top 15            |                                                            |
| Limosín                | Julie Bève          | 23   | 1,71 m (5′ 7″)  | Meilhards        |                   |                                                            |
| Lorena                 | Marine Sauvage      | 23   | 1,75 m (5′ 9″)  | Ars-sur-Moselle  | Top 15            |                                                            |
| Martinica              | Floriane Bascou     | 19   | 1,71 m (5′ 7″)  | Le Lamentin      | Primera finalista | Hermana del atleta de pista y campo Dimitri Bascou         |
| Mayotte                | Anna Ousseni        | 24   | 1,70 m (5′ 7″)  | Sada             |                   |                                                            |
| Mediodía-Pirineos      | Hannah Friconnet    | 22   | 1,70 m (5′ 7″)  | Labruguière      |                   |                                                            |
| Normandía              | Youssra Askry       | 24   | 1,72 m (5′ 8″)  | Ruan             | Cuarta finalista  |                                                            |
| Norte-Paso de Calais   | Donatella Meden     | 21   | 1,74 m (5′ 9″)  | Lambersart       | Top 15            |                                                            |
| Nueva Caledonia        | Emmy Chenin         | 18   | 1,75 m (5′ 9″)  | La Foa           |                   |                                                            |
| Países del Loira       | Line Carvalho       | 20   | 1,78 m (5′ 10″) | Blain            | Top 15            |                                                            |
| Picardía               | Hayate El Gharmaoui | 21   | 1,72 m (5′ 8″)  | Compiègne        |                   | Miembro del Consejo Municipal de Compiègne (2020-presente) |
| Poitou-Charentes       | Lolita Ferrari      | 24   | 1,71 m (5′ 7″)  | Rochefort        |                   |                                                            |
| Provenza               | Eva Navarro         | 19   | 1,70 m (5′ 7″)  | Istres           |                   |                                                            |
| Reunión                | Dana Virin          | 22   | 1,73 m (5′ 8″)  | Sainte-Suzanne   | Top 15            |                                                            |
| Ródano-Alpes           | Charlotte Faure     | 20   | 1,73 m (5′ 8″)  | Biviers          | Top 15            |                                                            |
| Tahití                 | Tumateata Buisson   | 24   | 1,81 m (5′ 11″) | Paea             | Tercera finalista |                                                            |